# Elysius hades
Elysius hades är en fjärilsart som beskrevs av Druce 1906. Elysius hades ingår i släktet Elysius och familjen björnspinnare. Inga underarter finns listade i Catalogue of Life.